# Purasangre
El pura sangre inglés es una raza de caballos desarrollada en el siglo XVIII en Inglaterra, cuando yeguas madres inglesas fueron cruzadas con sementales árabes, berberiscos y akhal teke importados, para crear caballos corredores de distancia.
Todos los purasangres ingleses o también conocidos cómo "de sangre" modernos son descendientes de alguno de los tres sementales importados a Inglaterra desde el Oriente Medio a finales del siglo XVII y principios del XVIII: el Darley Arabian, el Godolphin Arabian, también conocido como el Goldophin Barb, y el Byerly Turk (la primera parte del nombre se refiere a su propietario británico, mientras que la segunda parte indica el origen del caballo). Estudiando el ADN mitocondrial, se sabe que el origen de las yeguas es bastante cosmopolita, aunque la contribución británica e irlandesa es la más importante. La genética parece indicar que las yeguas británicas e irlandesas suponen el 61%, las provenientes de Oriente Medio el 31% y las de la península arábiga tan solo el 8% restante.
El primer purasangre en las colonias americanas fue Bulle Rock, importado por Samuel Gist del Condado de Hanover, Virginia, en 1730.
En el Reino Unido, el registro de estos caballos es mantenido por el Jockey Club. Una organización diferente pero con el mismo nombre mantiene los registros en Estados Unidos. Hay registros oficiales de Jockey Clubes en 65 países. El primer registro de purasangres, o “Stud Book”, fue creado por una persona en Inglaterra en el siglo XVIII, y se cree que fue esta la primera invención de su tipo.
Pese a que los purasangres son primariamente criados para correr, también pueden ser utilizados para equitación y otros entrenamientos combinados, debido a su condición atlética.

## Características
Un purasangre típico mide 16 palmos (64 pulgadas/1,63 metros) de altura, y puede ser castaño, zaino, alazán o tordillo en cuanto a su pelaje. La cara y la parte inferior de sus patas pueden tener manchas blancas, pero el color blanco generalmente no aparece en otras partes del cuerpo (aunque algunos genes relativos al color, usualmente encontrados en ejemplares alazanes, resultan en algunos pelos o manchas blancas).
El purasangre es criado principalmente para correr al galope y con montura. Existen variaciones en cuanto a su tamaño y conformación (la estructura y apariencia del caballo), y los compradores de potenciales caballos de carrera los seleccionan según su conformación, su “papel” (su pedigree y campaña en la pista de sus ancestros tal como aparece en el catálogo de ventas) y su salud. Los compradores de “sprinters” (caballos que correrán distancias cortas, hasta la milla), generalmente seleccionan caballos más musculosos; aquellos interesados en entrenar para las distancias “clásicas” más allá de la milla, generalmente seleccionan ejemplares más grandes, con patas más largas. Algunas familias de puransangre son conocidas como de sprinters o de fondistas, algunas para correr en arena y otras para correr en grama, como usualmente se encuentran en Europa. Los compradores generalmente seleccionan ejemplares grandes (Man O'War, Secretariat, Dr. Fager y Forego fueron caballos grandes), aunque sin embargo un número importante de buenos caballos han sido pequeños (War Admiral, Round Table, Seabiscuit, Northern Dancer, y más recientemente Dalakhani y Smarty Jones).
Muchos expertos en la adquisición de purasangres intentan predecir el potencial de un potro determinado observando su balance estructural de manera general, lo atlético y su disposición al caminar, la inteligencia que muestran y la correcta conformación de sus patas. Los compradores de caballos más caros con frecuencia contratan expertos veterinarios para que examinen y les informen de la condición del aparato respiratorio de un caballo, la salud de su estructura ósea y el tamaño de su corazón.
Los ejemplares nacidos en el hemisferio norte técnicamente cumplen un año más de edad el 1 de enero; mientras que aquellos nacidos en el hemisferio sur lo hacen el 1 de julio. Estas fechas artificiales han sido establecidas para permitir la estandarización de los caballos de carrera en diferentes grupos de edad.
Aproximadamente 35.000 potros nacen y son registrados cada año en los Estados Unidos. La mayor cantidad de potros nacen en Kentucky, Florida y California.

## Terminología
El thorougbred es una raza de caballos distinta, aunque a veces se denomina pure bread a un caballo de cualquier raza. El término para cualquier caballo u otro animal derivado de una única línea racial es purebred, pura raza. Aunque el término probablemente se generalizó porque el Libro Genealógico del Pura Sangre Inglés (English Thoroughbred's General Stud Book) fue uno de los primeros registros de raza que se crearon, en el uso moderno los criadores de caballos consideran incorrecto referirse a cualquier animal como pura raza excepto a los caballos pertenecientes a la raza thoroughbred. Sin embargo, los criadores de otras especies de animales de pura raza pueden utilizar los dos términos indistintamente, aunque pura sangre se utiliza con menos frecuencia para describir animales de pura raza de otras especies. El término es un nombre propio que se refiere a esta raza específica, aunque a menudo no se escribe con mayúsculas en inglés, especialmente en publicaciones no especializadas, y fuera de los EE. UU.. Por ejemplo, el Australian Stud Book, The New York Times, y la BBC no escriben la palabra en mayúsculas.

## Pedigríes

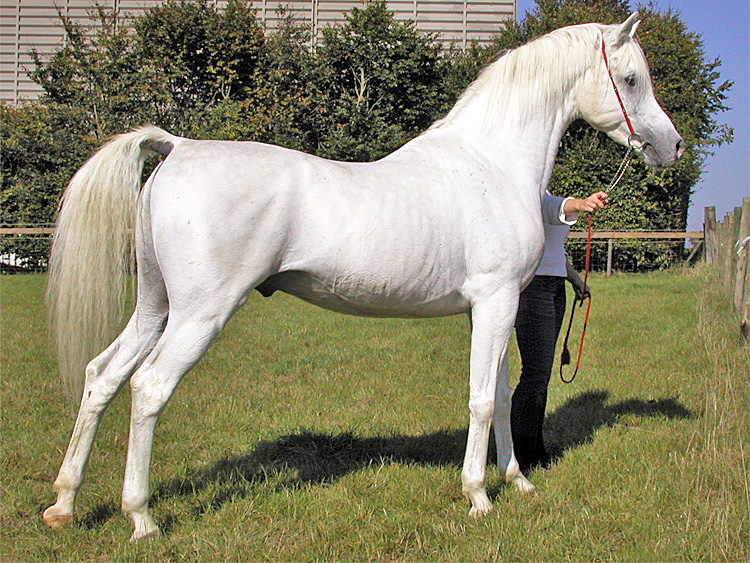
Un caballo árabe pura sangre.

Un animal con pedigrí es aquel cuya ascendencia está registrada. A menudo, el seguimiento lo realiza un registro importante. El número de generaciones requerido varía de una raza a otra, pero todos los animales con pedigrí tienen documentos del organismo registrador que atestiguan su ascendencia.
La palabra "pedigrí" apareció en el idioma inglés en 1410 como "pee de Grewe", "pedegrewe" o "pedegru", cada una de esas palabras tomadas del francés medio "pié de grue", que significa "pata de grulla". Esto proviene de una analogía visual entre el trazo del pie del pájaro y las tres líneas utilizadas en los registros oficiales ingleses para mostrar las ramificaciones de un árbol genealógico.
A veces, la palabra "purebred" se utiliza como sinónimo de "pedigrí", pero "pura sangre" se refiere a que el animal tiene una ascendencia conocida, y "pedigrí" se refiere al registro escrito de la cría. No todos los animales de raza pura tienen su linaje por escrito. Por ejemplo, hasta el siglo XX, los beduinos de la península arábiga sólo registraban la ascendencia de sus caballos árabes a través de una tradición oral, apoyada por juramentos religiosos sobre la asil o la cría "pura" del animal. A la inversa, algunos animales pueden tener un pedigrí registrado o incluso un registro, pero no ser considerados de "pura raza". En la actualidad, el moderno caballo angloárabe, un cruce de líneas de pura sangre y árabe, se considera un caso de este tipo.

## Reproducción verdadera
En el mundo de la crianza selectiva de animales, "crianza verdad" significa que los ejemplares de una raza animal se reproducirán fielmente al tipo cuando se apareen de igual a igual; es decir, que la progenie de dos individuos cualesquiera de la misma raza mostrará características o rasgos bastante consistentes, replicables y predecibles con una heredabilidad suficientemente alta. Un cachorro de dos perros de raza pura de la misma raza, por ejemplo, mostrará los rasgos de sus padres, y no los rasgos de todas las razas en la ascendencia de la raza en cuestión.
Sin embargo, la cría a partir de una reserva genética demasiado pequeña, especialmente la endogamia directa, puede provocar la transmisión de características indeseables o incluso el colapso de la población de una raza debido a la depresión por endogamia. Por lo tanto, existe la cuestión, y a menudo una acalorada controversia, de cuándo o si una raza puede necesitar permitir la entrada de ejemplares "de fuera" con el propósito de mejorar la salud y el vigor general de la raza.
Debido a que la cría pura crea una reserva genética limitada, las razas puras de animales también son susceptibles a una amplia gama de problemas de salud congénitos. Este problema es especialmente frecuente en la cría de perros de competición y en los círculos de exposiciones caninas debido al singular énfasis en la estética más que en la salud o la función. Estos problemas también se dan en ciertos segmentos de la industria equina por razones similares. El problema se agrava aún más cuando los criadores practican la endogamia. El efecto contrario al de la reserva genética restringida causada por la cría pura se conoce como vigor híbrido, que generalmente da como resultado animales más sanos.

## Problemas de salud
Aunque los purasangre se ven en el mundo del hunter-jumper y en otras disciplinas, los pura sangre modernos se crían principalmente para la velocidad, y los caballos de carreras tienen un índice muy alto de accidentes, así como otros problemas de salud.
Una décima parte de los purasangres sufren problemas ortopédicos, incluidas fracturas. Las estimaciones actuales indican que hay 1,5 averías que ponen fin a la carrera por cada 1000 caballos que empiezan una carrera en Estados Unidos, una media de dos caballos al día. El estado de California registró una tasa de lesiones especialmente elevada, de 3,5 por cada 1000 salidas. Otros países informan de tasas de lesiones más bajas, con el Reino Unido con 0,9 lesiones/1000 salidas (1990-1999) y los campos de Victoria, Australia, produciendo una tasa de 0,44 lesiones/1000 salidas (1989-2004). Los purasangres también tienen otros problemas de salud, como una mayoría de animales propensos a sufrir hemorragias pulmonares (hemorragia pulmonar inducida por el ejercicio), un 10% con baja fertilidad y un 5% con corazones anormalmente pequeños. Los purasangre también tienden a tener cascos más pequeños en relación con su masa corporal que otras razas, con suelas y paredes delgadas y falta de masa cartilaginosa, lo que contribuye al dolor de pies, la causa más común de cojera en los caballos de carreras.

### Cría selectiva
Uno de los argumentos para explicar los problemas de salud de los pura sangre sugiere que la endogamia es la culpable. También se ha sugerido que la capacidad de velocidad se mejora en un animal ya de por sí veloz aumentando la masa muscular, una forma de cría selectiva que ha creado animales diseñados para ganar carreras de caballos. Así, según una postulación, el Pura Sangre moderno viaja más rápido de lo que su estructura ósea puede soportar.El veterinario Robert M. Miller afirma que "hemos criado selectivamente para velocidades que la anatomía del caballo no siempre puede soportar".
La cría deficiente puede verse fomentada por el hecho de que muchos caballos son enviados al cobertizo de cría tras una lesión. Si la lesión está relacionada con un de conformación, es probable que el defecto se transmita a la siguiente generación. Además, algunos criadores hacen que un veterinario aplique procedimientos de enderezamiento a un caballo con las patas torcidas. Esto puede ayudar a aumentar el precio del caballo en una venta y tal vez ayudar al caballo a tener una carrera de carreras más sólida, pero los genes de las piernas pobres todavía se transmitirán.

### Exceso de estrés
La elevada tasa de accidentes también puede deberse a que los caballos pura sangre, sobre todo en Estados Unidos, empiezan a correr a los 2 años, mucho antes de alcanzar la madurez. Aunque parezcan adultos y tengan una excelente condición muscular, sus huesos no están completamente formados. Sin embargo, las tasas de lesiones catastróficas son más altas en los caballos de 4 y 5 años que en los de 2 y 3 años. Algunos creen que el entrenamiento correcto y lento de un caballo joven (incluidos los potros) puede ser beneficioso para la salud general del animal. Esto se debe a que, durante el proceso de entrenamiento, se producen microfracturas en la pata seguidas de una remodelación ósea. Si la remodelación tiene tiempo suficiente para curarse, el hueso se fortalece. Si se produce una remodelación adecuada antes de que comience el entrenamiento duro y las carreras, el caballo tendrá un sistema musculoesquelético más fuerte y disminuirán las probabilidades de sufrir lesiones.
Los estudios han demostrado que las superficies de las pistas, herraduras con agarre de dedos, el uso de ciertos medicamentos legales, y los programas de carreras de alta intensidad también pueden contribuir a una alta tasa de lesiones. Una tendencia prometedora es el desarrollo de superficies sintéticas para los hipódromos, y uno de los primeros hipódromos en instalar una superficie de este tipo, Turfway Park en Florence, Kentucky, vio descender su índice de averías mortales de 24 en 2004-05 a tres en el año siguiente a la instalación de Polytrack.  El material no está perfeccionado, y algunas zonas informan de problemas relacionados con el clima invernal, pero los estudios continúan.

### Desafíos médicos
El nivel de tratamiento que se da a los Purasangres lesionados suele ser más intensivo que el de los caballos de menor valor económico pero también controvertido, debido en parte a los importantes retos que plantea el tratamiento de huesos rotos y otras lesiones importantes en las piernas. Las lesiones en las patas que no son inmediatamente mortales pueden poner en peligro la vida del caballo, ya que su peso debe distribuirse uniformemente entre las cuatro patas para evitar problemas circulatorios, laminitis y otras infecciones. Si un caballo pierde temporalmente el uso de una pata, existe el riesgo de que las otras patas se rompan durante el periodo de recuperación porque soportan una carga de peso anormal. Aunque los caballos se tumban periódicamente durante breves periodos de tiempo, un caballo no puede permanecer tumbado en el equivalente al "reposo en cama" de un humano debido al riesgo de desarrollar llagas, daños internos y congestión.
Cada vez que un accidente de carreras lesiona gravemente a un caballo conocido, como las importantes fracturas de patas que llevaron a la eutanasia del ganador del Derby de Kentucky de 2006 Barbaro, o del subcampeón del Derby de Kentucky de 2008 Eight Belles, los grupos de derechos de los animales han denunciado a la industria de las carreras de pura sangre.  Por otro lado, los defensores de las carreras argumentan que sin ellas habría muchos menos fondos e incentivos para la investigación médica y biomecánica de los caballos.  Aunque las carreras de caballos son peligrosas, la ciencia veterinaria ha avanzado. Ahora se pueden tratar casos que antes eran irremediables, y la detección precoz mediante técnicas de imagen avanzadas como la escintigrafía puede mantener a los caballos en riesgo fuera de las pistas.